# Alastair Bruce, V barone Aberdare
Alastair John Lyndhurst Bruce, V barone Aberdare (2 maggio 1947) è un politico e nobile britannico, dal 2009 Lord temporale della Camera dei Lord in quanto appartenente alla Paria ereditaria.

## Biografia
Lord Aberdare è il figlio di Morys Bruce, IV Barone Aberdare, e di Maud Helen Sarah Dashwood, unica figlia di Sir John Dashwood, X Baronetto. Ereditò il baronato alla morte del padre, avvenuta nel 2005. Lord Aberdare studiò a Eton e a Christ Church, Oxford.
Sposato con Elizabeth Mary Culbert Foulkes dal 1971, la coppia ebbe due figli:
- Onorevole Hector Morys Napier Bruce (nato nel 1974)
- Onorevole Sarah Katherine Mary Bruce (nata nel 1976)

## Camera dei Lord

Stemma dei baroni di Aberdare

Nel luglio 2009, a seguito della morte del visconte Bledisloe, Bruce fu eletto alla Camera dei Lord. Si svolse un'elezione suppletiva secondo i dettami dell'House of Lords Act del 1999, il quale prevedeva che 92 pari ereditari mantenessero i loro seggi nella Camera riformata. Il risultato dell'elezione fu comunicato alla Camera dei Lord il 15 luglio 2009, a seguito della votazione di 27 dei 29 pari Crossbench ammessi a partecipare. Il discorso inaugurale di Bruce, pronunciato il 26 novembre 2009 durante il dibattito sul discorso della regina, era incentrato sul passaggio dall'istruzione all'occupazione.